# La Roque-sur-Pernes
La Roque-sur-Pernes è un comune francese di 433 abitanti situato nel dipartimento della Vaucluse della regione della Provenza-Alpi-Costa Azzurra.

## Società

### Evoluzione demografica
Abitanti censiti
In seguito alla seconda guerra mondiale si stabilirono a La Roque-sur-Pernes numerose famiglie francesi del Banato, che contribuirono a rivitalizzare il paese.